# 삼양컴텍
주식회사 삼양컴텍은 삼양정밀화학을 계열사로 둔 대한민국의 방탄장비 제조업체이다. 1973년에 대한민국 정부에 의해 방위산업체로 지정되었으며, 대한민국 국군에 보병용 방탄투구와 방탄복을 공급하고, K1A1, K2 흑표 및 알타이와 같은 장갑전투차량용 탄화 규소 기반 세라믹 장갑을 제조한다. 삼양컴텍에서 제조하는 대부분의 제품은 군용 차량 장갑을 제외하고 다이니마 소재로 만들어진다.

## 역사
1962년 12월 22일 오리엔탈공업이라는 이름으로 설립되었으며, 1973년에 정부로부터 방위산업체로 지정되었다.
1990년에는 신제품 개발을 위해 기업부설연구소를 설립하였고, 1997년 5월에는 국산 최초로 방탄헬멧과 방탄조끼를 대한민국 군인에게 공급하였다.
1998년 6월에는 K1A1에 맞춰 개발된 국내 최초의 주력전차용 복합장갑인 한국형 특수장갑판(KSAP) 생산을 시작했다.
2002년과 2003년에는 중량이 1,115g인 세계에서 가장 가벼운 방탄 헬멧을 개발하는 데 성공했다.
2006년 9월 회사 이름을 동양산업에서 삼양컴텍으로 변경했다.
2008년 6월, K2 흑표전차용 특수 장갑판이 개발되었다.
2008년 12월, 튀르키예의 알타이 MBT 개발을 위한 KSAP 기반 장갑 패키지 기술 이전을 담당하는 프로젝트의 공동개발자로 지정되었다.
2011년에는 경전술차량(LTV)용 장갑 키트와 바퀴 달린 장갑차량(WAV)용 추가 장갑이 개발되었다.
2018년에는 30mm 차륜형 대공포, 지휘소 차륜형 장갑차, 천무 다연장로켓 수출형에 대한 부가장갑을 개발하였다.
2019년에는 새로운 81mm 박격포용 강철볼 파일링을 개발하였다.
2025년 2월 14일에는 코스닥 예비심사 청구를 하였고 동년 4월 15일에 승인되었으며, 동년 8월 18일부로 코스닥 시장에 상장된다.

## 사업 영역
삼양컴텍은 대한민국 국군을 위해 군용 차량용 장갑, 항공기 부품, 복합재 부품, 및 세라믹 방탄 플레이트와 같은 다양한 방탄 솔루션을 공급한다.

### 방탄 보호

#### 군용 차량
- 주력전차 (MBT)용 장갑
- 보병전투차 (IFV)용 장갑
- KAAV용 추가 장갑
- K21 IFV용 세라믹 장갑
- K151 레이콜트 경전술차량(LTV)용 방탄 패널
- K239 천무 다연장 로켓 발사기 (MLRS)용 장갑
- K808/806 백호 차륜형 장갑차 (WAV)용 장갑
- K30W 비호 30mm 대공포 차량 (AAGV)용 장갑
- KAAK용 장갑 키트
- 전차장 조준경(CPS)용 장갑 케이스

#### 신체 장갑
- SAV-I (특수 장갑 조끼) 군용 파편 방탄복[17]
- SAV-II 군용 방탄복[18]
- SAV-III 특수부대용 방탄복[19]
- SAV-IV 폭동 경찰용 방탄복[20]
- SAV-V 경찰용 방탄복[21]
- SAV-VI 해군용 부유 방탄복[22]
- SAV-VII 민간인 및 VIP용 은폐 방탄복[23]
- 대검 방탄 조끼[24]
- SBH-I (특수 방탄 헬멧) 나일론 헬멧[25]
- SBH-II 아라미드 (케블라, 트와론) 헬멧[26]
- SBH-III 초고분자량 폴리에틸렌 (UHMW PE) 헬멧[27]
- SAP-I (특수 장갑판) UHMW PE (다이니마, 스펙트라) 장갑판[28]
- SAP-II 하이브리드 장갑판[29]
- SAP-III 하이브리드 장갑판[30]

#### 해군 함정
- 해군 함정용 보호 패널

### 항공기 부품
- 방음 패널 어셈블리
- 보호 패널 어셈블리
- 사수석 및 병력석
- FCS용 보호 패널
- 헬리콥터용 배기 스택
- 고정익 항공기용 연료 탱크
- 헬리콥터용 연료 탱크

### 복합 구성품
- POD 레이다 돔용 보호 커버
- IFF 시스템
- 이동형 위장망 시스템(MCNS)용 기둥 및 스프레더
- MBT용 연료 탱크
- K-SAM 천마용 보호 커버
- 강철 구슬 필링
- EOTS용 보호 커버
- 신관 부품
- K414 파편 수류탄용 신관 부품
- KM201A 연막 수류탄용 신관 어셈블리
- 안테나 반사판

### 세라믹 방탄 플레이트
- 갑옷 및 차량 장갑용 산화 세라믹 (산화 알루미늄, 산화 알루미늄-이산화 규소) 플레이트
- 주력전차 및 장갑차용 비산화 세라믹 (탄화 규소) 플레이트

## 논란
2011~2012년에 불량 방탄복 2000벌을 특전사에 납품했다가 적발되었고 이후 국방부로부터 수년간 방탄복 공급권을 보장받는 과정에서 퇴역 군인 등을 계열사에 취업시켜 감사원 감사에서 적발되었다.

## 같이 보기
- 대한민국의 방위산업